# Cantón de Saint-Gengoux-le-National
El cantón de Saint-Gengoux-le-National era una división administrativa francesa, que estaba situada en el departamento de Saona y Loira y la región de Borgoña.

## Composición
El cantón estaba formado por diecinueve comunas:
- Ameugny
- Bissy-sous-Uxelles
- Bonnay
- Burnand
- Burzy
- Chapaize
- Chissey-lès-Mâcon
- Cormatin
- Cortevaix
- Curtil-sous-Burnand
- Malay
- Passy
- Sailly
- Saint-Gengoux-le-National
- Saint-Huruge
- Saint-Ythaire
- Savigny-sur-Grosne
- Sigy-le-Châtel
- Taizé

## Supresión del cantón de Saint-Gengoux-le-National
En aplicación del Decreto n.º 2014-182 de 18 de febrero de 2014, el cantón de Saint-Gengoux-le-National fue suprimido el 22 de marzo de 2015 y sus 19 comunas pasaron a formar parte del nuevo cantón de Cluny.